# Sonata per a piano núm. 2 (Chopin)

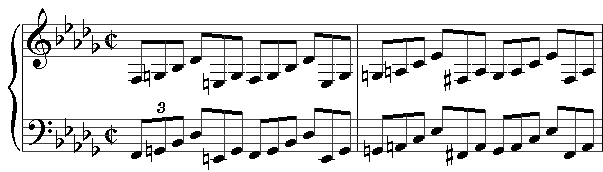
Inici de la Sonata per a piano núm. 2 de Chopin

La Sonata per a piano núm. 2, op. 35, en si bemoll menor, és una obra per a piano de Frédéric Chopin publicada a Leipzig el 1840. Aquesta sonata té més força que l'anterior; és peculiar, desproporcionada i desequilibrada, però d'un gran interès musical. Conté una de les pàgines més famoses de l'autor: la Marxa fúnebre, composta l'any 1837 com una obra independent. El 1839, la va afegir a la sonata com un moviment més. Aquesta marxa és molt popular i s'ha usat en funerals de grans estadistes com John F. Kennedy, Winston Churchill, Margaret Thatcher o Leonid Bréjnev, entre d'altres.

## Estructura
Aquesta sonata consta de quatre moviments:
- Grave - Doppio movimento. Després d'una breu però imponent introducció, s'ofereix el primer tema, que contrasta amb el segon, líric i apassionat. Després d'un desenvolupament lliure al voltant dels dos temes, ens trobem amb el recurs original que en la recapitulació no apareix el primer tema.
- Scherzo. Està en mi bemoll menor. Aquí hauria d'anar el temps lent, però Chopin inverteix la disposició, igual que Beethoven en la seva Sonata per a piano op. 26. És una pàgina fogosa i plena de ritme. El preciós trio, più lento, exposa una melodia típicament chopiniana. La secció final torna al captivador tempo primo. En els últims compassos recobren el tema del trio.
- Marxa fúnebre. Lento. D'estructura tripartida, aquesta famosa marxa és lúgubre, emocionant i solemne, encara que la secció central suposa un contrast de consolació amb la seva bella melodia, un record sublimat de la persona morta. La volta a la secció inicial completa aquesta impressionant pàgina. Henry Wood hauria fet dues orquestracions de la Marxa fúnebre i una s'hauria interpretat a The Proms en quatre ocasions entre 1895 i 1904.[2] Es va interpretar al costat de la tomba durant la sepultura de Chopin al cementiri del Père-Lachaise de París.[3]
- Finale. Presto. És un formidable passatge en octaves i tresets que va com una exhalació, sense donar respir des de l'inici fins al final. Hom l'ha qualificat de demoníac, però no és més que un rampell de genialitat que va deixar estupefactes els seus contemporanis pel seu atreviment i la seva radical originalitat. Arthur Rubinstein remarca que el quart moviment és l'"udol del vent al voltant de les làpides".[4]

Els compassos inicials al·ludeixen a la Sonata per a piano núm. 32 op. 111 de Beethoven. La seqüència bàsica de scherzo, marxa fúnebre amb el trio, i el final animat, es repeteix en la Sonata per a piano núm. 12 en la bemoll major. No obstant això, el primer moviment de Chopin està escrit en forma sonata, mentre que el primer moviment de Beethoven és un conjunt de variacions sobre un tema original.